# Bois sculptés des sources de la Seine
 (février 2012).
Si vous disposez d'ouvrages ou d'articles de référence ou si vous connaissez des sites web de qualité traitant du thème abordé ici, merci de compléter l'article en donnant les références utiles à sa vérifiabilité et en les liant à la section « Notes et références ».
Les bois sculptés des sources de la Seine, découverts en 1963, sont des représentations humaines datant de l'époque gallo-romaine faisant fonction d'ex-voto. Ils sont conservés au musée archéologique de Dijon.

## Historique

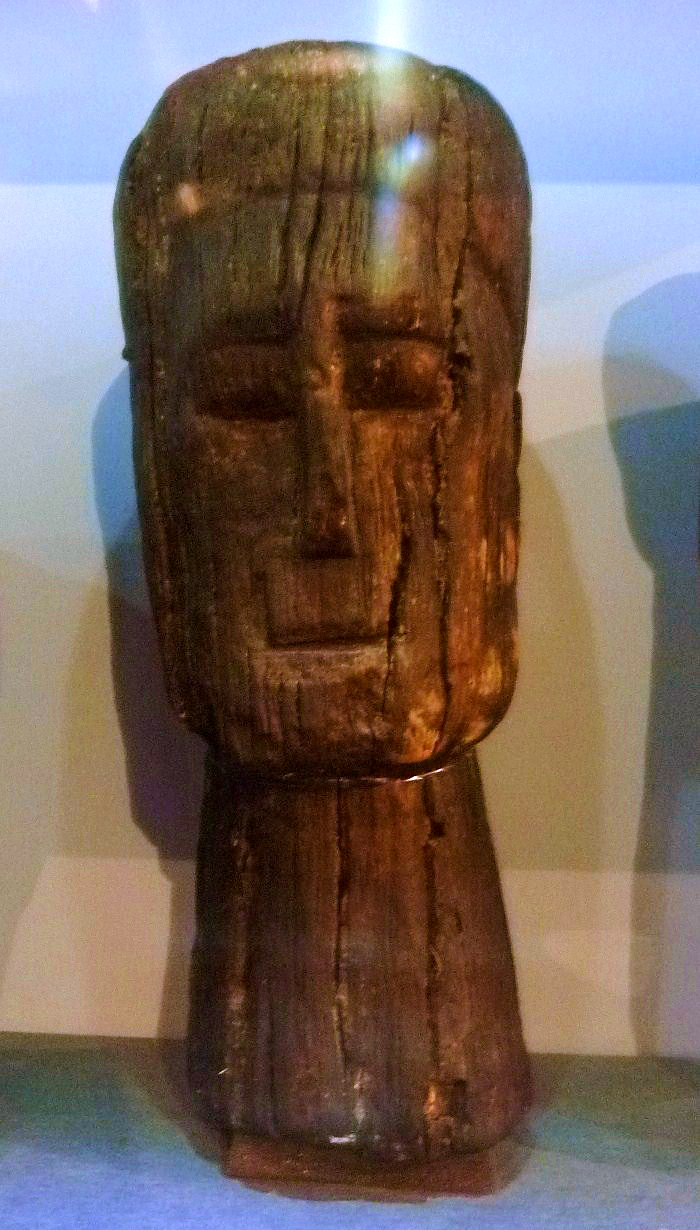
Bois sculpté des sources de la Seine, Musée archéologique de Dijon

Entre le Ier et la fin du IVe siècle, à l'époque gallo-romaine, un sanctuaire était dédié à la déesse Sequana, du nom du cours d'eau d'origine celtique, aux sources de la Seine, à 40 kilomètres au nord de Dijon. Le site était au sud-ouest du territoire des Lingons.
Religion et médecine demeurant mêlées dans l'Antiquité, les sanctuaires guérisseurs de sources sont comparables à des centres médicaux pour cures thermales. Selon les archéologues les pèlerins, après avoir fait leurs ablutions et être passés au temple, offraient à Sequana l'image de la maladie (cécité, paralysie, arthrites et infections diverses)  dont ils souhaitaient obtenir ou avaient obtenu la guérison. Ils devaient acheter dans des boutiques des objets en pierre, en bois ou en bronze, vraisemblablement fabriqués dans de proches ateliers, représentant leurs maladies.
Une première série de trois campagnes de fouilles est opérée sur le site des sources de la Seine en 1836-1843 (sous la direction d'Henri Baudot), 1930-1939 (Henry Corot) et 1948-1953 (Roland Martin et Gabriel Grémaud).
En 1963 puis 1966 et 1967 Simone Deyts extrait d'une zone marécageuse du sanctuaire les premiers bois sculptés qui semblent provenir de la source principale située en amont du lieu de leur découverte où ils auraient été accidentellement apportées par des crues successives. Au total ont été rassemblés trois cents bois sculptés (chêne) gorgés d'eau que le milieu de terre humide a protégés de l'air ou des attaques d'insectes. Ils ont ensuite subi un traitement de consolidation et de séchage.

## Les représentations

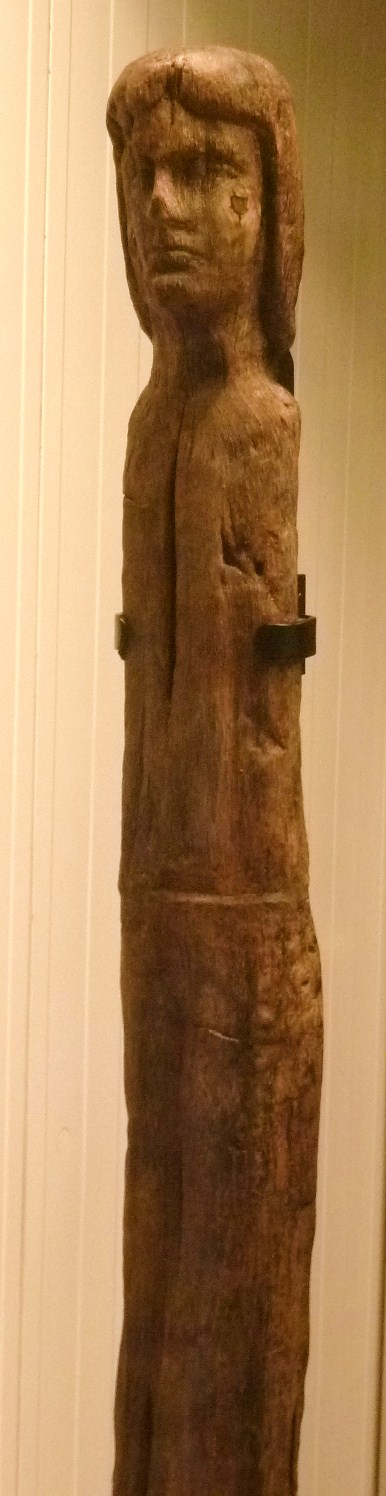
Bois sculpté des sources de la Seine, personnage féminin (Haut. 1.49 m), Musée archéologique de Dijon

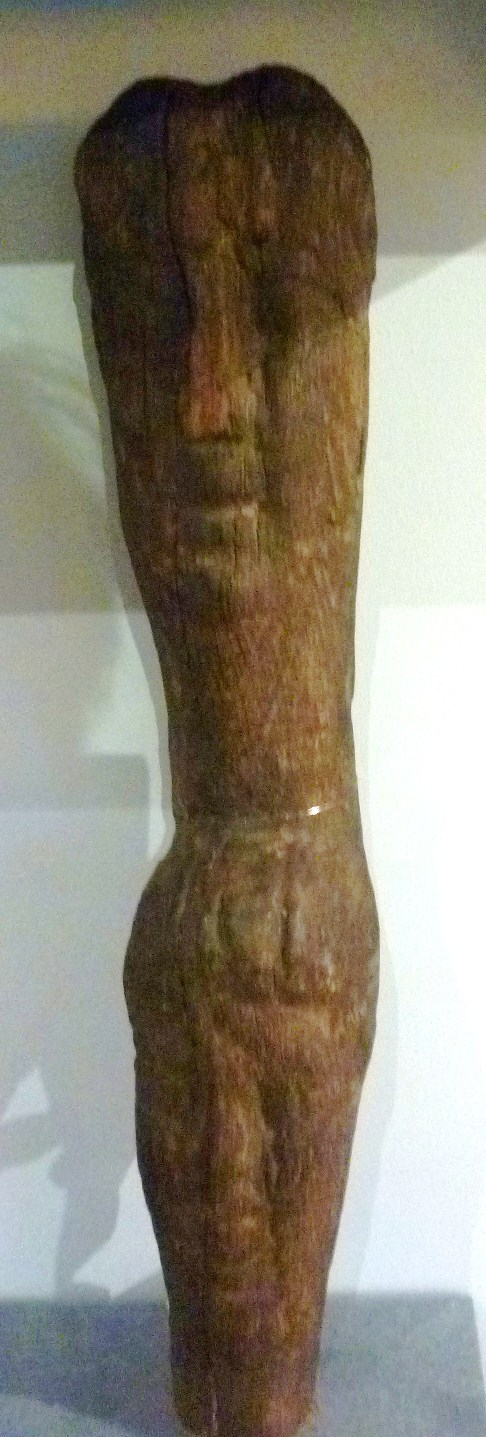
Bois sculpté des sources de la Seine, Musée archéologique de Dijon

Ces bois sculptés en ronde-bosse sont fréquemment à thème anatomique. On y a dénombré 45 représentations de jambes et pieds, 11 de bras et mains, 50 de personnages entiers (portant en majorité la pèlerine), 63 de têtes et bustes, 17 de têtes groupées, 13 de troncs et bassins, 53 d'organes internes mais aussi 25 représentations animales (chevaux et bovidés).
Du point de vue de leur style Simone Deyts distingue trois courants. Des sculptures de caractère populaire figurant des parties du corps humain devaient être proposées à la clientèle la plus modeste des pèlerins. Des sculptures de tradition celtique représentent de façon très soignée les têtes, siège de la vie et de la puissance, négligeant le reste du corps. Une grande statuaire semble influencée par l'art italo-romain.
Les ex-voto de pierre sont généralement considérés comme plus tardifs que les bois sculptés, la statuaire de bois ayant été généralement, malgré des exceptions (Montlay-en-Auxois), abandonnée en Gaule dès la fin du Ier siècle.

## Conservation
Près de 1500 sculptures, de pierre, de bois ou de bronze, sont conservées au musée archéologique de Dijon. En France, c'est la collection la plus complète de cette époque, après celle de la Source des Roches découverte en 1968 à Chamalières (1550 sculptures et 8850 fragments).